# 洄水文化
洄水文化（英語：Welcome Back Ltd.）是香港一間獨立出版社，由四位網絡作家藍橘子、莎比亞、孔明以及張晨於2018年創立。
與其他香港出版社不同，該社出版物只會透過網絡平台掌舖限量銷售，並不會流放到各大書店發售。

## 成立緣由與歷史
現時作家在香港透過主流出版社出版書籍，除了要花費不少金錢於各大書店上架外，售出書籍所分得的利潤亦較少，甚至連書籍設計的自主權也沒有。曾出版多部作品的藍橘子亦感同身受，認為自己出版的書籍在包裝、設計概念，以至是內容上，皆應有作家自身的想法；加上他曾經歷自身工作的機構出現多次「合作中斷」的情況，工作多元的生活反而顯現不穩定現象，於是便有成立自家出版社的念頭。
然而，作為作家的他，也深知經營獨立出版社的難處多多，亦知道成立出版社更需同時身兼作家與出版兩職，壓力固然不少，但他認為這種種的艱難反而成為自身的得益；加上網絡世界日新月異，他亦擔心日後可能連Facebook等社交媒體也會消失，而出現一些可能不適合文字創作的網絡平台，於是他找到另一名網絡作家莎比亞商討一個長遠而可行的方法—透過自行創立一間出版社，透過出版自己的作品以繼續維持生計，「洄水文化」這個概念便因而萌生。
2018年3月，洄水文化成立，並於同年五月推出首部作品《復活失格》。翌年起，該社開始於每年的香港書展中參展，而此亦為創辦人之一藍橘子的心願。

## 運作形式
據該社創辦人之一藍橘子指出，除了會在每年香港書展（2019年起）參展外，亦會為作家在掌舖平台上建立自己專屬的網絡書店，以供他們自行銷售自己於該社出版之作品。在缺乏大型書店與發行商的支援下，作家亦需同時負責處理訂單與物流運送等安排。
而在設計與印刷方面，該社透過自行聯絡編輯與設計師，與作家共同商討擬推出作品之製作詳情；印務方面，該社堅持在印刷上「不能太多，也不能太少」，皆因該社沒有自營倉庫以容納太多出版物，但若果印刷數量過少，則需要花費額外金錢以印刷再版—據藍橘子指出，現時每部作品出版約4000本。

## 相關事件

### 書展延期 打擊作品銷情
受香港2019冠狀病毒病疫情影響，原計劃於2020年7月中舉行的香港書展宣佈延期，唯舉辦該活動的香港貿發局卻於書展開始前兩天卻突然宣佈相關安排，令不少參展商不滿。該社創辦人之一藍橘子在接受傳媒訪問時指出，他們在書籍設計與印製、會場人手等方面的開支達數萬元，加上作品印製數量多，在宣佈書展延期更得要將之另覓倉庫儲存，估計租用儲存倉亦花費不少，批評當局此舉令參展商「大失預算」；且認為於網絡書店銷售反應不及書展，有礙旗下作家（包括自身）增加收入。